# 翰園美術館
翰園美术馆為韓國的私立美術館之一，為1993年11月27日由文化體育觀光部所屬的財團法人所設立。辦公室位於首爾特別市瑞草洞1449-12。設立的目的乃在於視覺美術的發展與一般大眾文化教育的推廣。

## 館藏
來自於現任韓國翰園集團名譽會長夏東煥的私人收藏，主要集中在19世纪以来的韓國風景畫。

## 主要職掌
- 美術資料的收集保存管理及展示
- 美術文化的編輯與發行工作
- 关于美術館資料之專業學術調查研究
- 會刊及校刊發行作業

## 外部连結
- 翰園美术馆网站 （页面存档备份，存于）